# Верхня Кринка (Донецький район)
Ве́рхня Кринка — село Макіївської міської громади Донецького району Донецької області, Україна. Населення становить 561 осіб.

## Географії
Село розташоване на лівому березі річки під назвою Кринка. Відстань до центру громади становить близько 28 км і проходить автошляхом місцевого значення. Через селище проходить залізниця, станція 1092 км.
Сусідні населені пункти: на півночі - Щебенка, Шапошникове; північному заході -  Верхня Кринка (вище за течією Кринки), Корсунь, Шевченко; північному сході - Авіловка, місто Єнакієве; заході - Новоселівка (на протилежному березі Кринки); сході - Тихе, Розівка, місто Жданівка; південному заході - Новомар'ївка (на протилежному березі Кринки), Алмазне, Монахове, Красна Зоря, Новий Світ, Ханжонкове-Північне, місто Макіївка; півдні, південному сході - Нижня Кринка (нижче за течією Кринки)

## Населення

### Мова
Розподіл населення за рідною мовою за даними перепису 2001 року:
| Мова       | Кількість | Відсоток |
| ---------- | --------- | -------- |
| українська | 499       | 88.95%   |
| російська  | 60        | 10.69%   |
| білоруська | 2         | 0.36%    |
| Усього     | 561       | 100%     |

За даними перепису 2001 року населення села становило 561 особу, з них 88,95% зазначили рідною мову українську, 10,7% — російську та 0,36% — білоруську мову.

## Видатні уродженці
- Полянський Роман Олександрович — український веслувальник, чемпіон та призер літніх Паралімпійських ігор.